# Антон (Тексас)
Антон (енгл. Anton) град је у америчкој савезној држави Тексас. По попису становништва из 2010. у њему је живело 1.126 становника.

## Демографија
Према попису становништва из 2010. у граду је живело 1.126 становника, што је 74 (6,2%) становника мање него 2000. године.
| Група             | 2000.       | 2010.       |
| Белци             | 581 (48,4%) | 541 (48,0%) |
| Афроамериканци    | 64 (5,3%)   | 36 (3,2%)   |
| Азијати           | 0 (0,0%)    | 1 (0,1%)    |
| Хиспаноамериканци | 550 (45,8%) | 537 (47,7%) |
| Укупно            | 1.200       | 1.126       |